# Рукометна репрезентација Азербејџана
Рукометна репрезентација Азербејџана представља Азербејџан у међународним такмичењима у рукомету. Налази се под контролом Рукометног савеза Азербејџана. Под овим именом репрезентација наступа од 1992. године, а пре тога играчи из Азербејџана учествовали су у саставу репрезентације Совјетског Савеза.

## Учешћа репрезентације на међународним такмичењима

### Олимпијске игре
Није учествовала

### Светска првенства
Није учествовала

### Европска првенства
Није учествовала